# Zdzisław Marchwicki
Zdzisław Marchwicki, noto anche come Vampiro di Zagłębie (Dąbrowa Górnicza, 18 ottobre 1927 – Katowice, 26 aprile 1977), è stato un serial killer polacco.

## Biografia

### Infanzia
Nacque nel 1927 in una famiglia povera. Suo padre si sposò cinque volte ed ebbe quattro figli - tre maschi e una femmina - alcuni dei quali furono successivamente collegati agli omicidi.

### Primi crimini
Marchwicki ha commesso tutti i suoi omicidi nei bacini carboniferi di Czeladź, Będzin e Dombrowa vicino a Katowice. La serie di omicidi, in cui morirono quattordici persone, iniziò nel 1964 e terminò solo nel 1970. Le vittime dell'omicidio avevano un'età compresa tra i 16 e i 57 anni. Sono stati colpiti alle spalle con un oggetto contundente e poi uccisi con altri colpi, e alcuni di loro hanno subito la mutilazione genitale. La maggior parte dei crimini furono commessi nell'arco di due anni, dalla fine del 1964 alla fine del 1966. Inizialmente circolava la voce che l'autore volesse uccidere mille donne nel 1966 in occasione del millennio della cristianizzazione del Paese.
Durante l'indagine è stata offerta come ricompensa la cifra record di un milione di zloty.
Una delle vittime era Jolanta Gierek, la nipote del leader locale del partito comunista, Edward Gierek. La polizia e la procura negano però che su di loro sia stata esercitata pressione politica per questo motivo.
Dopo il suo arresto nel 1972, Marchwicki fu accusato dell'omicidio di quattordici donne e del tentato omicidio di sette donne. 
Il processo contro di lui suscitò grande interesse pubblico e durò 10 mesi. Nel luglio 1975 Marchwicki fu condannato a morte, sebbene non fosse possibile dimostrare che avesse tentato l'omicidio. Impiccato a Katowice nel 1977.
Anche il fratello di Jan Marchwika è stato condannato a morte. Un altro fratello, Henryk, è stato condannato a 25 anni di prigione per complicità in omicidio. La sua sorellastra Halina è stata condannata a tre anni di prigione per ricettazione perché aveva consapevolmente ricevuto orologi da polso e penne stilografiche dalle vittime di Zdzisław. Anche il figlio di Halina, Zdzisław Flak (nipote di Zdzisław), è stato condannato a quattro anni di prigione.
Marchwicki era l'idolo di Joachim Knychała.
| Controllo di autorità | VIAF (EN) 6105151778227518130008 · LCCN (EN) no2023016882 |